# Aktionsbündnis Parité in den Parlamenten
Das Aktionsbündnis Parité ist ein Zusammenschluss mehrerer Vereine, die sich dafür einsetzen, die Verfassungsmäßigkeit der bestehenden Wahlgesetze gerichtlich prüfen zu lassen. Ziel des 2014 gegründeten Münchner Bündnisses ist es, Parteien dazu zu verpflichten, ihre Wahllisten paritätisch, also mit der gleichen Anzahl von männlichen Kandidaten und weiblichen Kandidatinnen, zu besetzen.

## Mitglieder des Bündnisses
Das Bündnis wurde auf Initiative vom Verein für Fraueninteressen e. V. und dem Stadtbund Münchner Frauenverbände gegründet. Seit Juli 2014 sind die Frauenlisten Landesverband Bayern e. V. ebenso Teil des Bündnisses. Zudem kooperiert das Bündnis mit dem Bayerischen Landesfrauenrat und dem Katholischen Deutschen Frauenbund Landesverband Bayern e. V.
Weitere unterstützende Verbände und Vereine sind politische Parteien, kommunale Frauenverbände und Frauenräte der Bundesländer, Berufsverbände von Pflegeberufen und Hebammen, aber auch Ingenieurinnen, Unternehmerinnen und Webentwicklerinnen, zivilgesellschaftliche Frauenverbände, kirchliche Organisationen, Gewerkschaften sowie diverse Privatpersonen.

## Forderungen
Das Bündnis fordert, dass sowohl kommunale und regionale Parlamente, aber auch Landtage und der Bundestag in einem ausgewogenen Verhältnis von Männern und Frauen besetzt werden. Diese sollen damit das Geschlechterverhältnis in der Bevölkerung besser abbilden. Dabei orientiert sich das Bündnis an Artikel 3 Abs. 2 des Grundgesetzes sowie an Artikel 118 Abs. 2 der Verfassung des Freistaates Bayern, welche den Staat zur tatsächlichen Durchsetzung der Gleichberechtigung sowie Beseitigung bestehender Nachteile verpflichten.

## Popularklage
Am 30. November 2016 reichte das Aktionsbündnis eine Popularklage am Bayerischen Verfassungsgerichtshof ein. Ziel der Klage war es, die herrschenden Wahlgesetze in Bayern auf ihre Verfassungsmäßigkeit zu überprüfen. Am 26. März 2018 wurde die Klage vom Bayerischen Verfassungsgericht abgelehnt. Daraufhin ging das Bündnis in Berufung, scheiterte jedoch vor dem Bundesverfassungsgericht.